# نائورو در المپیک تابستانی ۲۰۲۴
کاروان المپیکی نائورو، یکی از کاروان‌های شرکت‌کننده در بازی‌های المپیک تابستانی ۲۰۲۴ بود. این دوره از بازی‌ها از ۲۶ ژوئیه تا ۱۱ اوت ۲۰۲۴ (۵ تا ۲۱ امرداد ۱۴۰۳ خورشیدی) به میزبانی پاریس، پایتخت فرانسه برگزار شد. این حضور، هشتمین حضور کاروان نائورو در المپیک بود. نائورو در این دوره به همراه بلیز، سومالی و لیختن‌اشتاین یکی از کوچک‌ترین کاروان‌های اعزامی با یک ورزشکار بود.
دونده سرعتی، وینزار کاکیوئا تنها ورزشکار این کشور در این دوره از المپیک بود. وی همچنین پرچمدار کشورش در آیین گشایش و پایانی بود. او در دور مقدماتی دوی صد متر مردان در جایگاه ششم ایستاد که منجر به حذف وی در همین مرحله شد.

## شرکت‌کنندگان
فهرست زیر، بیان کننده کاروان المپیکی این کاروان است.
| ورزش        | مردان | زنان | مجموع |
| ----------- | ----- | ---- | ----- |
| دو و میدانی | ۱     | ۰    | ۱     |
| مجموع       | ۱     | ۰    | ۱     |

## دو و میدانی
تنها یک دونده سرعتی موفق شد جواز کسب حضور در این مسابقات را کسب کند.
رویداد جاده
| ورزشکار        | رویداد        | دور نخست | دور نخست | مقدماتی     | مقدماتی     | نیمه نهایی  | نیمه نهایی  | نهایی       | نهایی       |
| ورزشکار        | رویداد        | نتیجه    | رتبه     | نتیجه       | رتبه        | نتیجه       | رتبه        | نتیجه       | رتبه        |
| -------------- | ------------- | -------- | -------- | ----------- | ----------- | ----------- | ----------- | ----------- | ----------- |
| وینزار کاکیوئا | ۱۰۰ متر مردان | ۱۱٫۱۵    | ۶        | پیشروی نکرد | پیشروی نکرد | پیشروی نکرد | پیشروی نکرد | پیشروی نکرد | پیشروی نکرد |